# جند الإسلام
جند الإسلام هي جماعة تابعة لـ«تنظيم القاعدة» , قال عدد من قيادات تنظيم الجهاد إن جماعة “جند الإسلام” تابعة لتنظيم القاعدة، ومخططاتها ستتزايد الفترة المقبلة، كونها تنتهج أسلوب وقواعد تنظيم القاعدة، لكنها تحت مسميات مختلفة، كما اعتبروا أن استمرار الجماعات الجهادية في تنفيذ مخططات التفجير بالمباني التابعة للجيش في سيناء هو رد فعل على القصف العشوائي في سيناء، واستمرار الجيش في مطاردتهم. وأكد عبد الحميد صبح، القيادي بالسلفية الجهادية بسيناء لـ«المصري اليوم» أن «جند الإسلام» جماعة جهادية موجودة في سيناء منذ فترة طويلة، ولها بعض العناصر في لبنان تحت مسمى «جند الله»، وتنتميان إلى تنظيم القاعدة، وتقوم «جند الإسلام» بأعمال كثيرة، لكنها لأول مرة تعلن عن قيامها بهذه التفجيرات الأخيرة، التي حدثت في مبنى المخابرات بشكل علني.

## نشاط إعلامي
- 11 سبتمبر 2013 أعلنت مسؤوليتها عن تفجير مبنى المخابرات الحربية في مدينة رفح بسيناء عبر سيارة مفخخة أدي لمقتل 11، وما يزيد عن 17 مصاباً.[2]
- في عام 2015 بثت الجماعة مقطعا مصورا لتدريبات مقاتليها.
- 11 نوفمبر 2017 وصفت الجيش المصري بـ «جيش الكفر»، مؤكدة على نيتها تنفيذ هجمات ضد الجيش في سيناء.
- 11 نوفمبر 2017 أدانت هجوم مسجد الروضة التابع للطريقة الصوفية الجريرية وقالت الجماعة، في بيان لها:[3]«إننا في جماعة جند الإسلام نعلن براءتنا واستنكارنا الشديد لعملية التفجير التي حدثت بمسجد الروضة، كما نعزي إخواننا وأخواتنا أهالي وذوي القتلى، غفر الله لهم وأسكنهم فسيح جناته.[4][5][6]»

## أنظر أيصًا
- الإرهاب في سيناء
- الإرهاب في مصر
- أنصار بيت المقدس
- أجناد مصر